# Bruach na Frìthe
Bruach na Frìthe (que en gaèlic significa "Vessant del bosc de cérvols"; es pronuncia pɾuəx nə fɾʲiː.ə) és un dels principals cims de la cadena muntanyenca de les Cuillins negres (Black Cuillins). Té una alçada de 948 msnm i està categoritzat com un munro. Com la resta de la cadena, està composta de gabre, una roca ígnia amb excel·lent adherència per a la pràctica del muntanyisme. El Bruach no pot veure's en la popular perspectiva des de Sligachan - el cim de la dreta que és sovint confós amb ell és el més baix Sgurr a' Bhasteir.
Aquesta és una de les més fàcils i probablement la més visitada de les cimes de les Cuillins negres, perquè no requereix habilitat per grimpar. La ruta més senzilla ascendeix a través de Fionn Coire, encara que la lleugerament més dura Cresta Nord-oest és també una ruta popular. Totes les rutes creuen terra escarpada i una pedrera.
El cim ofereix una de les millors perspectives de les Cuillin. Encara que no és el cim més alt de la serralada, és l'únic que té un vèrtex geodèsic.

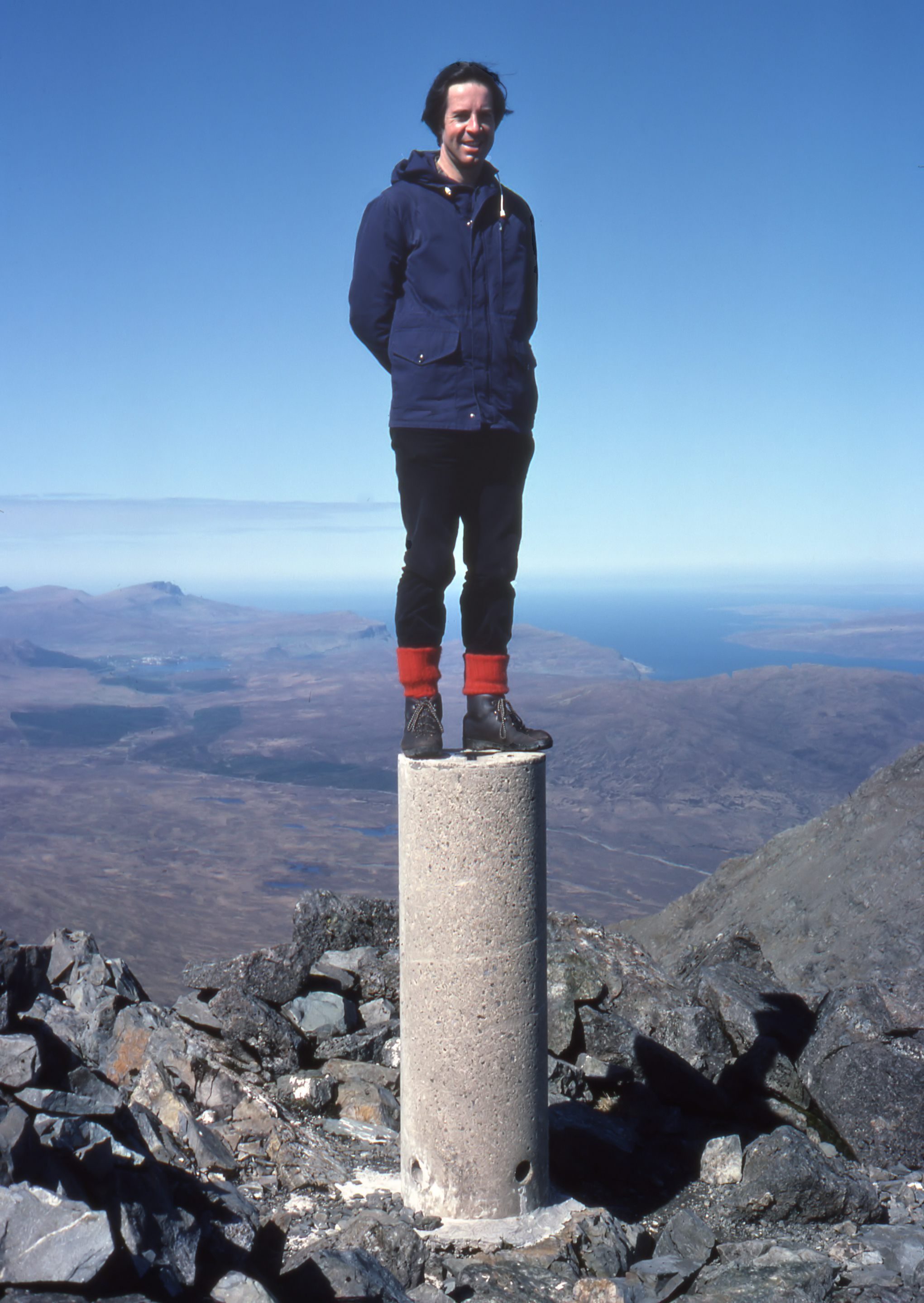
El vèrtex geodèsic del cim l'any 1976.